# Sapromyza obsuripennis
Sapromyza obsuripennis is een vliegensoort uit de familie van de Lauxaniidae. De wetenschappelijke naam van de soort is voor het eerst geldig gepubliceerd in 1847 door Loew.